# Mahy Cisse
 (mai 2023).
Cheikh Mahy Cisse, ou Muhammad Mahi Cisse, est un ouléma, guide spirituel soufi, né en 1966 à Kaolack (Sénégal).
Il est le porte-parole officiel de la Fayda Tijaniyya, un mouvement religieux fondé par son grand-père Cheikh Ibrahim Niasse.

## Biographie

### Enfance et formation
Cheikh Mahy Cisse est le fils de Cheikh Ali Cisse, le premier khalife de Cheikh Ibrahim Niasse, et de Fatima Zahra, la première fille de Cheikh Ibrahim Niasse. Il est le cadet de Cheikh Hassan Cissé (en) (1945-2008) et de Cheikh Ahmad Tijani Ali Cisse (en) (n. 1955).
À 12 ans, il mémorise le Coran avec le mauritanien Abdullah Ould Rabbani. Zachary Wright montre que le cursus islamique ouest-africain repose sur la transmission orale, de maître à disciple, d'un ensemble de sciences dont l'étude du droit malikite. Cependant, l'approche n'est pas une étude théorique de cas juridiques, mais un moyen pour l'élève de se mettre en présence de la personne du Prophète par ses paroles et ses actions.
Son pére l'envoie en Egypte où il obtient un MA en Etudes Islamiques et en Littérature Arabe de l' Université al-Azhar (centre du sunnisme dans le monde arabe),.
Il combine la tradition orale ouest-africaine et des diplômes islamiques de divers pays, notamment l'Egypte. Cette double légitimation est déjà recherchée par son grand-père, qui établit des liens avec les sunnites égyptiens.
Cheikh Mahy Cisse parle couramment le wolof, l'arabe et l'anglais. Il comprend le français et le hausa.

### Carrière

#### Imam
Au décès de son frère Cheikh Hassan Cisse en 2008, Cheikh Mahy Cisse est Imam assistant de la Grande Mosquée de Médina Baye, Kaolack, Sénégal.

#### AAII
Il est Vice-Président et Directeur d'Études de l'Institut Islamique Afro-Américain (AAII), une ONG internationale dotée d'un statut consultatif auprès de l'ECOSOC des Nations unies et fondée par son frère Cheikh Hassan Cisse.

#### Fayda Tijaniyyanommé
En juin 2018, il est porte-parole officiel de la Fayda Tijaniyyanommé par le khalife de la famille Niasse, Cheikh Ahmad Tijani Niasse.
La Fayda apparaît dans la Tariqa Tijaniyya, fondée par le Cheikh Ahmad Tijani (1737-1815), comme un moyen de fonder le savoir islamique sur une rencontre personnelle et vivante avec la présence de Dieu et celle du prophète Mahomet. Les musulmans peuvent l'expérimenter au jour le jour, sans se couper du quotidien. Elle compterait 100 millions d'adhérents dans le monde. Sous l'impulsion de son grand-père, la Fayda se répand en Afrique, étant fortement associée au panafricanisme. Elle est diffusée en Amérique du Nord (particulièrement dans les ghettos afro-américains) et en Afrique du Sud par Cheikh Hassan Cisse, un frère aîné. Avec lui, le mouvement se répand en Europe (France, Royaume-Uni, Luxembourg, Espagne, Allemagne), en Amérique latine (Mexique et Brésil) et en Asie du Sud-Est (Singapour).[réf. nécessaire]

## Travaux

### Enseignements
Selon lui, chaque maître apporte une nouvelle compréhension des enseignements métaphysiques et juridiques du sunnisme. Son enseignement est en wolof à Medina Baye (Sénégal), et en anglais sur différentes plateformes.
Il transmet les enseignements soufis : exigence de sincérité dans la voie et dans le comportement avec autrui, respect de chaque être vivant, méfiance envers les rêveries métaphysiques de l’aspirant soufi, extinction du moi en Dieu, témoignage intérieur de l’Unicité divine, extinction du moi dans la personne du Prophète.
Dans la Fayda, l'éducation spirituelle (tarbiyya) sont des litanies reçues en accompagnement de celles récitées déjà en tant que membre de la Tijaniya. Le parcours exige la concentration sur les détails d'expériences éprouvées par le disciple, suivie d’un long travail sur sa personne et son caractère. Cette éducation est un bagage pour s’orienter dans les épreuves du quotidien et du cheminement spirituel.
D'après Owaisi, sa singularité apparaît dans la diction de la poésie de son grand-père Cheikh Ibrahim Niasse, qui est lente, mélodieuse et humble, cherchant à faire ressentir l’absolue servitude envers Dieu, et l’humilité requise par le musulman devant la personne muhammadienne.
Cheikh Mahy Cisse promeut une culture de paix et d'un Islam tolérant dans ses enseignements.

### Engagement humanitaire
Depuis le XVIIIe siècle, le soufisme ouest-africain est associé au travail agricole sous l'autorité des maîtres soufis. En travaillant la terre, le disciple se met au service (khidma) de son maître et de la communauté, tout en étant invité à défricher son âme des mauvaises herbes. Les enseignements islamiques sont alors comparables à la pluie qui vient vivifier la terre aride.
Si tel est le contexte de Cheikh Ibrahim Niasse (m. 1975), Cheikh Hassan Cisse (m. 2008) fait glisser la notion de "khidma" vers l'engagement humanitaire par la création d'ONG au service des populations ouest-africaines et afro-américaines. Il reprend cet héritage visant le bien-être matériel, psychologique et spirituel.
L'Institut Islamique Afro-Américain (AAII) atténue ainsi les violences structurelles dues d'un côté au capitalisme contemporain, qui hiérarchise les êtres humains aux USA de façon raciste, et d'un autre côté à l’apartheid économique que ce même capitalisme postcolonial produit entre les populations du Nord et les populations du Sud.
En 2015, Cheikh Mahy Cisse fonde l'ONG Alfityanu Humanitarian International (AHI) (Luxembourg, France, Royaume-Uni, Allemagne, Espagne, Gambie, Etats-Unis et Nigéria), dotée d'un statut consultatif auprès de l'ECOSOC. Des programmes contribuent à la réalisation du programme de l'ONU sur les Objectifs de développement durable (SDG2, éradication de la faim, SDG3, santé et bien-être, SDG4 éducation, SDG5 Genre, SDG10 inégalités, SDG17 partenariats pour ces objectifs). Ces projets incluent l'aide des étudiants, des orphelins et des femmes handicapées, le soutien des populations rurales, la sécurité alimentaire, les soins médicaux, le don de médicaments, la micro-finance et la formation professionnelle.
Avec d'autres ONG internationales comme "Gift of the Givers" (Afrique du Sud), IDDEF (Turquie) et Sout Ilahi (Singapour), Cheikh Mahy Cisse organise la distribution de viande pour les familles dans le besoin à l'occasion de l'Aïd al-Adha à Kaolack.
En 2018, il initie la construction d'un Centre de Santé à Taïba Niassène, région Nioro du Rip, Sénégal, incluant maternité, pédiatrie et urologie sur une surface totale de 1.100 m2 pour un budget global de 475.000 €.
Son engagement humanitaire a été étudié par plusieurs chercheurs,.

### Promotion de la dignité des femmes
En octobre 2015, Cheikh Mahy Cisse participe à Dakar à la conférence "Partenariat avec des leaders religieux pour accroître l'accès aux services de santé reproductive" organisée par l'ONU (FNUAP), sur le thème : "Rôle des organisations confessionnelles dans la réalisation du dividende démographique".
En janvier 2016, il est invité par le FNUAP du Tchad pour amener l'Assemblée Nationale à adopter la loi prohibant le mariage des enfants du Tchad.
Ses disciples tentent d'améliorer la condition des femmes. Au Royaume-Uni, Sukina Douglas réalise des exercices poétiques en anglais en favorisant le développement spirituel de femmes qui se sentent aliénées socialement et psychologiquement de leurs identités foncières,.
A Singapour, l’association Sout Ilaahi promeut son message en apportant un réconfort matériel, psychologique et spirituel à des populations en détresse. Ainsi, cette association lutte contre la violence domestique dont sont victimes de nombreuses femmes.
Sout Ilaahi organise des rencontres internationales qui rassemblent plusieurs autorités soufies autour d’une thématique choisie.

### Réception
Des groupes dans le monde résultent de l'effort pour créer, sous l'autorité de la Tijaniyya, une unité globale par-delà la diversité culturelle,.
Farah El Sharif inscrit le soufisme ouest-africain dans la tradition de ‘Abd al-Wahhab ibn Ahmad al-Sha‘rānī (1491-1565) et du mouvement de la Tariqa Muhammadiyya du XVIIIe siècle, qui allie le désir d'une simplification du droit islamique avec la recherche d'une expérience intime de la rencontre mystique avec la personne du Prophète.